# Čaroděj Zeměmoří
Čaroděj Zeměmoří (anglicky A Wizard of Earthsea) je román ze série Zeměmoří poprvé vydaný v roce 1968. Spolu s celou sérií bývá řazen k „high fantasy“. Napsala ji významná představitelka amerického fantasy a sci-fi románu Ursula K. Le Guinová roku 1968. Text je napsán velmi stručně, autorka se příliš nerozepisuje a ponechává tak více prostoru čtenářově fantazii. Později navázala na tento román dalšími knihami: Hrobky Atuánu, Nejvzdálenější pobřeží, Tehanu: Poslední kniha Zeměmoří, Příběhy ze Zeměmoří, Jiný vítr.
Knihy byly dvakrát zfilmovány. Dvoudílný televizní miniseriál Legend of Earthsea (jiným názvem Earthsea, 2004) těžil z prvních románů Čaroděj Zeměmoří a Hrobky Atuánu, zatímco japonský animovaný film Gedo senki (2006) čerpal zejména z knihy Nejvzdálenější pobřeží.

## Postavy
- Aihal
- Estarriol - přítel Geda
- Ged – hlavní postava příběhu, zvaný ostatními Krahujec
- Jasper
- Nemmerle
- Pechvarry
- Serret
- Skiorh
- Yevaud
- Jaspis - spolužák Estarriola a Geda na Roke

## Děj
Kniha popisuje mladá léta budoucího arcimága Geda, zvaného též Krahujec, výcvik na čarodějnické škole na ostrově Roke, vyvolání Stínu a v závěru jeho přemožení.
Na ostrově Gont, v severovýchodní části Archipelu ve vesnici Deset Olší, se narodil chlapec, kterému zemřela matka při porodu, ale ještě předtím mu stihla dát jméno Duny. Její sestra, vesnická čarodějka v něm rozpoznala neobyčejnou magickou sílu a naučila ho všemu, co uměla. Chlapec zvládal základy magie s neobyčejnou rychlostí a brzy ovládl vše, co se čarodějka naučila za celý svůj života. Brzy poté byl celý Gont napaden Kargy a vesnice Deset Olší by byla padla, nebýt Dunyho, který ji obestřel mlhou a dal čas vesničanům k útěku. Nedlouho poté zavítal do vesnice mág Ogion Nemluvný z města Re Albi, aby vzal Dunyho k sobě do učení. To se stalo nedlouho poté, v době, kdy měl Duny zjistit své pravé jméno – při obřadu průchodu.
V den chlapcových třináctých narozenin, v době rané podzimní nádhery, kdy barevné listí je ještě na stromech, se Ogion vrátil z toulek po hoře Gont a obřad průchodu se konal. Čarodějka odebrala chlapci jméno Duny, jméno, které mu jako dítěti dala matka…

…čekající Ogion natáhl ruku, uchopil chlapcovu paži a pošeptal mu do ucha jeho pravé jméno: Ged (str. 18, AF 167, 1992)
V Ogionově učení strávil Ged, ostatními nazývaný Krahujec pro svou zálibu v těchto tvorech, jednu zimu a učil se runám a dalším magickým věcem. Jednou však z popudu dcery vládce Re Albi málem přivolal Stín ze Tmy a Ogion mu dal na výběr: buď zůstane, ale nikdy se nestane věhlasným nebo popluje na ostrov čarodějů, Roke, kde ho vyučí lépe než by to Ogion kdy sám dokázal. Mocichtivý Ged se rozhodne pro Roke a zanedlouho tam odplouvá z gontského Velkého Přístavu. Ve škole čarodějů byl v učení u Devítky mistrů z Roke, jejichž hlavou byl arcimág Nemmerle. Ve škole našel dobrého přítele Hracha, ale i svého soka – Jaspise. S tím se vsadil, že vyvolá ducha tisíce let mrtvé Elfarran, nejkrásnější ženy, avšak zároveň s ní vyvolá i svůj Stín.
Se syčivým mumláním vyslovoval Ged slova kouzelné formule, pak hlasitě a zřetelně vykřikl: „Elfarran!“

Znovu zvolal to jméno: „Elfarran!“

A potřetí: „Elfarran!“…

…Ovál světla za chvíli něčím ožil, nějakou lidskou postavou – vysokou ženou ohlížející se přes rameno. Ženou krásnou, zarmoucenou a plnou strachu…

…Vyšlehl z něj hrozivý jas. Z té jasně, znetvořené mezery se prodral jakýsi chuchvalec černočerného přeludu, ohavný a mrštný…

## Překlady knihy
- Angličtina: A Wizard of Earthsea (originál)
- Bulharština: Магьосникът от Землемория
- Čeština: Čaroděj Zeměmoří, AF 167, 1992
- Dánština: Troldmanden fra Jordhavet
- Estonština: Meremaa võlur
- Finština: Maameren Velho
- Francouzština: Le sorcier de Terremer
- Hebrejština: הקוסם מארץ ים
- Indonéština: A Wizard of Earthsea
- Islandština: Galdramaðurinn
- Italština: Il Mago di Terramare, Il Mago di Earthsea, Il Mago
- Litevština: Žemjūrės burtininkas
- Maďarština: A Szigetvilág varázslója
- Němčina: Der Magier der Erdsee
- Polština: Czarnoksiężnik z Archipelagu
- Portugalština: O Feiticeiro de Terramar, O Feiticeiro e a Sombra
- Rumunština: Un vrăjitor din Terramare
- Ruština: Волшебник Земноморья, Маг Земноморья
- Slovenština: Čarodej Zememorí
- Španělština: Un mago de Terramar
- Švédština: Trollkarlen från övärlden
- Turečtina: Yerdeniz Büyücüsü
- Ukrajinština: Чарівник Земномор'я